# Orient-Express (film, 1954)
Pour les articles homonymes, voir Orient-Express (homonymie).
Pour plus de détails, voir Fiche technique et Distribution.
Orient-Express est un franco-germano-italien réalisé par Carlo Ludovico Bragaglia, sorti en 1954.

## Fiche technique
- Titre : Orient-Express
- Réalisation : Carlo Ludovico Bragaglia
- Scénario : Jacques Companéez, Vitaliano Brancati, Aldo De Benedetti, Agenore Incrocci et Vittorio Nino Novarese
- Photographie : Luciano Tonti
- Montage : Roberto Cinquini (en)
- Musique : Renzo Rossellini
- Pays d'origine :  Italie |  France |  Allemagne de l'Ouest
- Genre : Film dramatique
- Date de sortie : 1954
- Affiches : Constantin Belinsky, Jacques Bonneaud (France)

## Distribution
- Silvana Pampanini : Beatrice Landi
- Henri Vidal : Jacques Ferrand
- Folco Lulli : Filippo dal Pozzo
- Robert Arnoux : Jean Tribot alias Mr Davis
- Eva Bartok : Roxane
- Liliane Bert : Agnès
- Olga Solbelli : Olga
- Curd Jürgens : Bate
- Gemma Bolognesi
- Liliana De Curtis
- Arturo Bragaglia
- Anita Durante
- Ivo Garrani
- Sandro Ruffini